# Ulla Wennberg
Ulla Wennberg född 1948 i Lund, är en svensk konstnär och grafiker.
Wennberg utbildades på Gerlesborgsskolan och Konsthögskolan 1968-1975. Träsnitt, djuptryck och collage, är förutom skulpturen, vanliga uttrycksmedel hos Wennberg. Har haft svenska och utländska utställningar från Storfors till Kunming, Kina. Ett av de mer spektakulära verken är en porslinsanka med Tomas Bodström i olika profiler tryckt i fyrfärg. Också verksam som illustratör.